# Lijst van premiers van Polen
De officiële titel van het hoofd van de Poolse regering is sinds 1921 Prezes Rady Ministrów ("Voorzitter van de Raad van Ministers"). In de jaren 1917-1921 werd de Poolse regeringsleider officieel aangeduid als Prezydent ministrów ("Minister-President"). In de praktijk wordt meestal het woord premier gebruikt. Conform de Grondwet van 2 april 1997 wordt de premier aangewezen door de president van de Republiek Polen.

## Premiers van Polen (1807-heden)

### Eerste ministers van hetHertogdom Warschau(1807-1813)
| Premier | Premier                                    | Ambtstermijn     | Ambtstermijn     |
| ------- | ------------------------------------------ | ---------------- | ---------------- |
|         | Stanisław Małachowski                      | 5 oktober 1807   | 14 december 1807 |
|         | Ludwik Szymon Gutakowski                   | 14 december 1807 | november 1808    |
|         | Józef Poniatowski (1763-1813) (waarnemend) | november 1808    | 25 maart 1809    |
|         | Stanisław Kostka Potocki                   | 25 maart 1809    | mei 1813         |

### Presidenten van de Poolse Nationale Regering (Novemberrevolutie) (1830-1831)
| President | President                            | Ambtstermijn      | Ambtstermijn      |
| --------- | ------------------------------------ | ----------------- | ----------------- |
|           | Adam Jerzy Czartoryski (1770-1861)   | 3 december 1830   | 15 augustus 1831  |
|           | Józef Chłopicki (1771-1854) dictator | 5 december 1830   | 17 januari 1831   |
|           | gen. Jan Stefan Krukowiecki          | 17 augustus 1831  | 7 september 1831  |
|           | Bonawentura Niemojowski              | 8 september 1831  | 23 september 1831 |
|           | Jan Nepomucen Umiński                | 23 september 1831 | 23 september 1831 |
|           | Maciej Rybiński                      | 25 september 1831 | 9 oktober 1831    |

### Presidenten van de Nationale Regering van de Republiek Polen (1846)
| President | President                                                                   | Ambtstermijn     | Ambtstermijn     |
| --------- | --------------------------------------------------------------------------- | ---------------- | ---------------- |
|           | Jan Tyssowski President van de Nationale Regering van de Republiek Polen    | 22 februari 1846 | 24 februari 1846 |
|           | Ludwik Gorzkowski Lid van de driemanschap van de Nationale Regering         | 22 februari 1846 | 24 februari 1846 |
|           | Aleksander Grzegorzewski Lid van het driemanschap van de Nationale Regering | 22 februari 1846 | 24 februari 1846 |
|           | Jan Tyssowski dictator                                                      | 24 februari 1846 | 3 maart 1846     |

### President van het Nationale Comité te Poznań (1848)
| President | President          | Ambtstermijn  | Ambtstermijn |
| --------- | ------------------ | ------------- | ------------ |
|           | Gustaw Potworowski | 20 maart 1848 | 9 mei 1848   |

### Presidenten van de Poolse Nationale Regering (Januariopstand) (1863–1864)
| President | President                    | Ambtstermijn      | Ambtstermijn      |
| --------- | ---------------------------- | ----------------- | ----------------- |
|           | Stefan Bobrowski             | 21 januari 1863   | 17 februari 1863  |
|           | Ludwik Mierosławski dictator | 17 februari 1863  | 11 maart 1863     |
|           | Marian Langiewicz dictator   | 11 maart 1863     | 18 maart 1863     |
|           | Stefan Bobrowski             | 21 maart 1863     | 12 april 1863     |
|           | Agaton Giller                | 12 april 1863     | 23 mei 1863       |
|           | Franciszek Dobrowolski       | 23 mei 1863       | 9 juni 1863       |
|           | Piotr Kobylański             | 9 juni 1863       | 10 juni 1863      |
|           | Karol Majewski               | 14 juni 1863      | 17 september 1863 |
|           | Franciszek Dobrowolski       | 17 september 1863 | 17 oktober 1863   |
|           | Romuald Traugutt dictator    | 17 oktober 1863   | 10 april 1864     |
|           | Aleksander Waszkowski        | 12 april 1864     | 19 december 1864  |
|           | Bronisław Brzeziński         | 20 april 1864     | oktober 1864      |

### Premiers van hetRegentschapskoninkrijk Polen(1917-1918)
| Premier | Premier               | Ambtstermijn     | Ambtstermijn     |
| ------- | --------------------- | ---------------- | ---------------- |
|         | Jan Kucharzewski      | 26 november 1917 | 27 februari 1918 |
|         | Antoni Ponikowski     | 27 februari 1918 | 4 april 1918     |
|         | Jan Kanty Steczkowski | 4 april 1918     | 23 oktober 1918  |
|         | Józef Świeżyński      | 23 oktober 1918  | 3 november 1918  |
|         | Władysław Wróblewski  | 3 november 1918  | 18 november 1918 |

### Premier van de interim-Volksregering (1918)
| Premier | Premier          | Ambtstermijn    | Ambtstermijn          | Opmerking |
| ------- | ---------------- | --------------- | --------------------- | --- |
|         | Ignacy Daszyński | 7 november 1918 | 14 / 18 november 1918 | Alleen in het Oostenrijkse deel van Polen (pogingen tot het vormen van een nationale regering na vier dagen mislukt) |

### Premiers van deTweede Poolse Republiek(1918-1939)
| Premier | Premier                                     | Ambtstermijn      | Ambtstermijn      |
| ------- | ------------------------------------------- | ----------------- | ----------------- |
|         | Jędrzej Moraczewski                         | 18 november 1918  | 18 januari 1919   |
|         | Ignacy Jan Paderewski (1860-1941)           | 18 januari 1919   | 13 november 1919  |
|         | Leopold Skulski                             | 13 december 1919  | 27 juni 1920      |
|         | Władysław Grabski (1874-1938)               | 27 juni 1920      | 24 juli 1920      |
|         | Wincenty Witos                              | 24 juli 1920      | 19 september 1921 |
|         | Antoni Ponikowski                           | 19 september 1921 | 28 juni 1922      |
|         | Artur Śliwiński                             | 28 juni 1922      | 31 juli 1922      |
|         | Julian Nowak                                | 31 juli 1922      | 16 december 1922  |
|         | Władysław Sikorski (1881-1943)              | 16 december 1922  | 28 mei 1923       |
|         | Wincenty Witos (2de termijn)                | 28 mei 1923       | 19 december 1923  |
|         | Władysław Grabski (1874-1938) (2de termijn) | 19 december 1923  | 20 november 1925  |
|         | Aleksander Skrzyński (1882-1931)            | 20 november 1925  | 10 mei 1926       |
|         | Wincenty Witos (3de termijn)                | 10 mei 1926       | 14 mei 1926       |
|         | Kazimierz Bartel                            | 15 mei 1926       | 2 oktober 1926    |
|         | Józef Piłsudski (1867-1935)                 | 2 oktober 1926    | 27 juni 1928      |
|         | Kazimierz Bartel (2de termijn)              | 27 juni 1928      | 14 april 1929     |
|         | Kazimierz Świtalski                         | 14 april 1929     | 29 december 1929  |
|         | Kazimierz Bartel (3de termijn)              | 29 december 1929  | 29 maart 1930     |
|         | Walery Sławek                               | 29 maart 1930     | 25 augustus 1930  |
|         | Józef Piłsudski (1867-1935) (2de termijn)   | 25 augustus 1930  | 4 december 1930   |
|         | Walery Sławek (2de termijn)                 | 4 december 1930   | 27 mei 1931       |
|         | Aleksander Prystor                          | 27 mei 1931       | 10 mei 1933       |
|         | Janusz Jędrzejewicz                         | 10 mei 1933       | 15 mei 1934       |
|         | Leon Kozłowski                              | 15 mei 1934       | 28 maart 1935     |
|         | Walery Sławek (3de termijn)                 | 28 maart 1935     | 13 oktober 1935   |
|         | Marian Zyndram-Kościałkowski                | 13 oktober 1935   | 15 mei 1936       |
|         | Felicjan Sławoj Składkowski                 | 15 mei 1936       | 30 september 1939 |

### Premiers van dePoolse regering in ballingschap(1939-1945)
| Premier | Premier                                      | Ambtstermijn      | Ambtstermijn                                                         |
| ------- | -------------------------------------------- | ----------------- | -------------------------------------------------------------------- |
|         | Władysław Sikorski (1881-1943) (2de termijn) | 30 september 1939 | 4 juli 1943                                                          |
|         | Stanisław Mikołajczyk (1901-1966)            | 14 juli 1943      | 24 november 1944                                                     |
|         | Tomasz Arciszewski                           | 29 november 1944  | 5 juli 1945 (niet meer erkend door de leden van de Verenigde Naties) |

### Premiers van deVolksrepubliek Polen(1944-1990; tot 1952 Republiek Polen)
| Premier | Premier                                                                  | Ambtstermijn      | Ambtstermijn      |
| ------- | ------------------------------------------------------------------------ | ----------------- | ----------------- |
|         | Edward Osóbka-Morawski (1909-1997)                                       | 31 december 1944  | 6 februari 1947   |
|         | Józef Cyrankiewicz (1911-1989)                                           | 6 februari 1947   | 20 november 1952  |
|         | Bolesław Bierut (1892-1956)                                              | 20 november 1952  | 18 maart 1954     |
|         | Józef Cyrankiewicz (1911-1989)                                           | 18 maart 1954     | 23 december 1970  |
|         | Piotr Jaroszewicz (1909-1992)                                            | 23 december 1970  | 18 februari 1980  |
|         | Edward Babiuch (1929-2021)                                               | 18 februari 1980  | 24 augustus 1980  |
|         | Józef Pińkowski (1929-2000)                                              | 24 augustus 1980  | 11 februari 1981  |
|         | Wojciech Jaruzelski (1923-2014)                                          | 11 februari 1981  | 6 november 1985   |
|         | Zbigniew Messner (1929-2014)                                             | 6 november 1985   | 27 september 1988 |
|         | Mieczysław Rakowski (1926-2008)                                          | 27 september 1988 | 2 augustus 1989   |
|         | Czesław Kiszczak (1925-2015) kreeg niet het vertrouwen van het parlement | 2 augustus 1989   | 24 augustus 1989  |
|         | Tadeusz Mazowiecki (1927-2013) tijdens de overgang naar een democratie   | 24 augustus 1989  | 4 januari 1991    |

### Premiers van deDerde Poolse Republiek(1989–heden)
| Premier van Polen | Premier van Polen       | Premier van Polen              | Ambtstermijn      | Ambtstermijn      | Partij(en) | Kabinet(en)   | Verkiezing(en) |
| ----------------- | ----------------------- | ------------------------------ | ----------------- | ----------------- | ---------- | ------------- | -------------- |
|                   | Tadeusz Mazowiecki      | Tadeusz Mazowiecki (1927–2013) | 24 augustus 1989  | 4 januari 1991    | UD         | Mazowiecki    | 1989           |
|                   | Jan Krzysztof Bielecki  | Jan Krzysztof Bielecki (1951)  | 4 januari 1991    | 6 december 1991   | KLD        | Bielecki      | 1989           |
|                   | Jan Olszewski           | Jan Olszewski (1930–2019)      | 6 december 1991   | 5 juni 1992       | PC         | Olszewski     | 1991           |
|                   | Waldemar Pawlak         | Waldemar Pawlak (1959)         | 5 juni 1992       | 11 juli 1992      | PSL        | Pawlak I      | 1991           |
|                   | Hanna Suchocka          | Hanna Suchocka (1946)          | 11 juli 1992      | 26 oktober 1993   | UD         | Suchocka      | 1991           |
|                   | Waldemar Pawlak         | Waldemar Pawlak (1959)         | 26 oktober 1993   | 7 maart 1995      | PSL        | Pawlak II     | 1993           |
|                   | Józef Oleksy            | Józef Oleksy (1946–2015)       | 7 maart 1995      | 7 februari 1996   | SLD        | Oleksy        | 1993           |
|                   | Włodzimierz Cimoszewicz | Włodzimierz Cimoszewicz (1950) | 7 februari 1996   | 31 oktober 1997   | SLD        | Cimoszewicz   | 1993           |
|                   | Jerzy Buzek             | Jerzy Buzek (1940)             | 31 oktober 1997   | 19 oktober 2001   | AWS        | Buzek         | 1997           |
|                   | Leszek Miller           | Leszek Miller (1946)           | 19 oktober 2001   | 2 mei 2004        | SLD        | Miller        | 2001           |
|                   | Marek Belka             | Marek Belka (1952)             | 2 mei 2004        | 31 oktober 2005   | SLD        | Belka I       | 2001           |
| Belka II          | Marek Belka             | Marek Belka (1952)             | 2 mei 2004        | 31 oktober 2005   | SLD        |               | 2001           |
|                   | Kazimierz Marcinkiewicz | Kazimierz Marcinkiewicz (1959) | 31 oktober 2005   | 14 juli 2006      | PiS        | Marcinkiewicz | 2005           |
|                   | Jarosław Kaczyński      | Jarosław Kaczyński (1949)      | 14 juli 2006      | 16 november 2007  | PiS        | Kaczyński     | 2005           |
|                   | Donald Tusk             | Donald Tusk (1957)             | 16 november 2007  | 22 september 2014 | PO         | Tusk I        | 2007           |
| Tusk II           | Donald Tusk             | Donald Tusk (1957)             | 16 november 2007  | 22 september 2014 | PO         | 2011          |                |
|                   | Ewa Kopacz              | Ewa Kopacz (1956)              | 22 september 2014 | 16 november 2015  | PO         | 2011          | Kopacz         |
|                   | Beata Szydło            | Beata Szydło (1963)            | 16 november 2015  | 11 december 2017  | PiS        | Szydło        | 2015           |
|                   | Mateusz Morawiecki      | Mateusz Morawiecki (1968)      | 11 december 2017  | 11 december 2023  | PiS        | Morawiecki I  | 2015           |
| Morawiecki II     | Mateusz Morawiecki      | Mateusz Morawiecki (1968)      | 11 december 2017  | 11 december 2023  | PiS        | 2019          |                |
|                   | Donald Tusk             | Donald Tusk (1957)             | 11 december 2023  | heden             | PO         | Tusk III      | 2023           |